# Стенли куп плејоф 2015.
Стенли куп плејоф Националне хокејашке лиге (НХЛ) који је одигран 2015. године почео је 15. априла а завршио се 15. јуна победом Чикаго блекхокса над Тампа Беј лајтнингсима резултатом 4-2 у финалној серији.
Њујорк ренџерси стигли су у плејоф са Президентс трофејом као тим са највише освојених бодова у лигашком делу сезоне. Такође су и другу годину за редом успели да преокрену и победе у серији коју су губили са 3-1 (против Вашингтона 2015. и против Питсбурга у 2014. - оба пута у другом кругу Истока). Детроит ред вингси су продужили низ узастопних учешћа у плејофу на 24 што је најдужи активни низ и четврти најдужи у историји НХЛ лиге. Винипег џетси су играли свој први плејоф од када су се преселили у Манитобу 2011. и престали да се зову Атланта трешерси. Једини пут када је ова франшиза играла у плејофу било је 2007. године, а последњи пут када је град Винипег угостио плејоф сусрет било је 1996., годину пре селидбе некадашње франшизе џетса у Аризону, где су постали којотси. Отава сенаторси су постали први тим након сезоне 1943/44. који су сустигли заостатак од 14 бодова на лигашкој табели и успели да се домогну плејофа. Калгари флејмси су се вратили у плејоф након шест сезона одсуства. Укупно пет канадских тимова се домогло завршне фазе, што је највећи број још од плејофа 2004. године.
Лос Анђелес кингси су постали први бранилац титуле још од Каролина харикенса у 2007. који се нису пласирали у плејоф у сезони након освајања трофеја. Бостон Бруинси су пропустили свој први плејоф након 2007. године и постали тек трећи клуб у историји НХЛ лиге који је пропустио плејоф након што је у претходној сезони освојио Президентс трофеј (и први након Бафала 2008). Сан Хозе шаркси су пропустили да се пласирају у плејоф први пут од 2003. године чиме су прекинули најдужи активни низ узастопних пласмана у завршницу такмичења.
Први пут од 2000. године, оба конференцијска финала су играна у седам мечева.
Тампа Беј лајтнингси су постали први тим у историји НХЛ лиге који се састао са неким од тимова оригиналне шесторке у све четири рунде плејофа у истој сезони, пошто су редом играли против Детроит ред вингса, Монтреал канадијанса, Њујорк ренџерса и Чикаго блекхокса.
Лајтнингси су такође изједначили рекорд Филаделфија флајерса из плејофа 1987. године, Калгари флејмса из 2004. и Лос Анђелес кингса из 2014. са одиграних 26 утакмица, највише у једном плејофу.

## Учесници плејофа
Ово је била друга сезона у којој се примењивао формат да по три најбоља тима из сваке дивизије и још додатно по два из сваке конференције на основу пласмана учествују у плејофу (укупно 16 тимова, по 8 из сваке конференције.
Монтреал канадијанси (Атлантик), Њујорк ренџерси (Метрополитен), Сент Луис блуз (Централ) и Анахајм дакси (Пацифик) били су шампиони својих дивизија у сезони 2014/15. Њујорк ренџерси су освојили и трофеј Президентс као најбоље пласирани тим лигашког дела такмичења (113 бодова).
Тимови који су се квалификовали за Стенли куп плејоф 2015. следе испод.
| Атлантик дивизија          |                                   |        |
| #                          | Клуб                              | Бодови |
| (А1)                       | Монтреал канадијанси              | 110    |
| (А2)                       | Тампа Беј лајтнингси              | 108    |
| (А3)                       | Детроит ред вингси                | 100    |
|                            |                                   |        |
| Метрополитен дивизија      |                                   |        |
| #                          | Клуб                              | Бодови |
| (М1)                       | Њујорк ренџерси                   | 113    |
| (М2)                       | Вашингтон капиталси               | 101    |
| (М3)                       | Њујорк ајлендерси                 | 101    |
|                            |                                   |        |
| Вајлд кард учесници Истока |                                   |        |
| #                          | Клуб                              | Бодови |
| (ВК1)                      | Отава сенаторси (Атлантик)        | 99     |
| (ВК2)                      | Питсбург пенгвинси (Метрополитен) | 98     |

| Централна дивизија         |                            |        |
| #                          | Клуб                       | Бодови |
| (Ц1)                       | Сент Луис блуз             | 109    |
| (Ц2)                       | Нешвил предаторси          | 104    |
| (Ц3)                       | Чикаго блекхокси           | 102    |
|                            |                            |        |
| Пацифик дивизија           |                            |        |
| #                          | Клуб                       | Бодови |
| (П1)                       | Анахајм дакси              | 109    |
| (П2)                       | Ванкувер канакси           | 101    |
| (П3)                       | Калгари флејмси            | 97     |
|                            |                            |        |
| Вајлд кард учесници Запада |                            |        |
| #                          | Клуб                       | Бодови |
| (ВК2)                      | Минесота вајлдси (Централ) | 100    |
| (ВК1)                      | Винипег џетси (Централ)    | 99     |

Легенда:
- А1, А2 и А3 су позиције тимова на табели Атлантик дивизије након завршеног регуларног дела сезоне.
- М1, М2 и М3 су позиције тимова на табели Метрополитен дивизије након завршеног регуларног дела сезоне.
- Ц1, Ц2 и Ц3 су позиције тимова на табели Централне дивизије након завршеног регуларног дела сезоне.
- П1, П2 и П3 су позиције тимова на табели Пацифик дивизије након завршеног регуларног дела сезоне.
- ВК1 и ВК2 су тимови са вајлд кард позицијом, односно по два најбоље пласирана тима из Источне и Западне конференције изузев тимова који су се квалификовали на основу пласмана у својим дивизијама (А1-А3, М1-М3, Ц1-Ц3, П1-П3).

## Распоред и резултати серија
| Четвртфинала конференција (прва рунда) |

| Источна конференција | Источна конференција | Источна конференција | Источна конференција | Источна конференција |
| -------------------- | -------------------- | -------------------- | -------------------- | -------------------- |
| (А1)                 | Монтреал канадијанси | 4-2                  | Отава сенаторс       | (ВК1)                |
| (А2)                 | Тампа Беј лајтнингси | 4-3                  | Детроит ред вингси   | (А3)                 |
| (М1)                 | Њујорк ренџерси      | 4-1                  | Питсбург пенгвинси   | (ВК2)                |
| (М2)                 | Вашингтон капиталси  | 4-3                  | Њујорк ајлендерси    | (М3)                 |

| Западна конференција | Западна конференција | Западна конференција | Западна конференција | Западна конференција |
| -------------------- | -------------------- | -------------------- | -------------------- | -------------------- |
| (Ц1)                 | Сент Луис блуз       | 2-4                  | Минесота вајлдси     | (ВК1)                |
| (Ц2)                 | Нешвил предаторси    | 2-4                  | Чикаго блекхокси     | (Ц3)                 |
| (П1)                 | Анахајм дакси        | 4-0                  | Винипег џетси        | (ВК2)                |
| (П2)                 | Ванкувер канакси     | 2-4                  | Калгари лејмси       | (П3)                 |

| Полуфинала конференција (друга рунда) |

| Источна конференција | Источна конференција | Источна конференција | Источна конференција | Источна конференција |
| -------------------- | -------------------- | -------------------- | -------------------- | -------------------- |
| (А1)                 | Монтреал канадијанси | 2-4                  | Тампа Беј лајтнингси | (А2)                 |
| (М1)                 | Њујорк ренџерси      | 4-3                  | Вашингтон капиталси  | (М2)                 |

| Западна конференција | Западна конференција | Западна конференција | Западна конференција | Западна конференција |
| -------------------- | -------------------- | -------------------- | -------------------- | -------------------- |
| (Ц3)                 | Чикаго блекхокси     | 4-0                  | Минесота вајлдси     | (ВК1)                |
| (П1)                 | Анахајм дакси        | 4-1                  | Калгари флејмси      | (П3)                 |

| Финала конференција |

| Источна конференција | Источна конференција | Источна конференција | Источна конференција | Источна конференција |
| -------------------- | -------------------- | -------------------- | -------------------- | -------------------- |
| (М1)                 | Њујорк ренџерси      | 3-4                  | Тампа Беј лајтнингси | (А2)                 |

| Западна конференција | Западна конференција | Западна конференција | Западна конференција | Западна конференција |
| -------------------- | -------------------- | -------------------- | -------------------- | -------------------- |
| (П1)                 | Анахајм дакси        | 3-4                  | Чикаго блекхокси     | (Ц3)                 |

| СТЕНЛИ КУП ФИНАЛЕ |                      |     |                  |      |
| (А2)              | Тампа Беј лајтнингси | 2-4 | Чикаго блекхокси | (Ц3) |

| Шампиони 2015.                  |
| ------------------------------- |
| Чикаго блекхокси (шеста титула) |

## Статистика

### Тимови
| Клуб                 | ОУ | П  | И  | ГД | ГП | ГДУ  | ГПУ  | ИВ   | ИМ   |
| -------------------- | -- | -- | -- | -- | -- | ---- | ---- | ---- | ---- |
| Чикаго блекхокси     | 23 | 16 | 7  | 69 | 60 | 3.00 | 2.61 | 17.9 | 79.0 |
| Тампа Беј лајтнингси | 26 | 14 | 12 | 65 | 62 | 2.50 | 2.38 | 20.0 | 82.3 |
| Њујорк ренџерси      | 19 | 11 | 8  | 45 | 41 | 2.37 | 2.16 | 21.0 | 80.0 |
| Анахајм дакси        | 16 | 11 | 5  | 57 | 42 | 3.56 | 2.63 | 26.7 | 84.2 |
| Вашингтон капиталси  | 14 | 7  | 7  | 28 | 28 | 2.00 | 2.00 | 10.7 | 90.6 |
| Монтреал канадијанси | 12 | 6  | 6  | 25 | 29 | 2.08 | 2.42 | 5.5  | 70.0 |
| Калгари флејмси      | 11 | 5  | 6  | 27 | 33 | 2.45 | 3.00 | 19.4 | 73.5 |
| Минесота вајлдси     | 10 | 4  | 6  | 24 | 27 | 2.40 | 2.70 | 26.1 | 76.5 |
| Њујорк ајлендерси    | 7  | 3  | 4  | 15 | 16 | 2.14 | 2.29 | 0.0  | 84.6 |
| Детроит ред вингси   | 7  | 3  | 4  | 15 | 17 | 2.14 | 2.43 | 17.2 | 93.3 |
| Ванкувер канакси     | 6  | 2  | 4  | 14 | 18 | 2.33 | 3.00 | 18.8 | 72.2 |
| Сент Луис блуз       | 6  | 2  | 4  | 14 | 17 | 2.33 | 2.83 | 18.2 | 66.7 |
| Нешвил предаторси    | 6  | 2  | 4  | 21 | 19 | 3.50 | 3.17 | 22.7 | 84.2 |
| Отава сенаторси      | 6  | 2  | 4  | 12 | 12 | 2.00 | 2.00 | 25.0 | 95.0 |
| Питсбург пенгвинси   | 5  | 1  | 4  | 8  | 11 | 1.60 | 2.20 | 15.4 | 85.0 |
| Винипег џетси        | 4  | 0  | 4  | 9  | 16 | 2.25 | 4.00 | 15.4 | 72.7 |

Статистика је преузета са званичног сајта НХЛ лиге.
(Легенда: ОУ-одигране утакмице; П-победе; И-изгубљене утакмице; ГД-дати голови; ГП-примљени голови; ГДУ-просек датих голова по утакмици; ГПУ-просек примљених голова по утакмици; ИВ-реализација играча више; ИМ-одбрана са играчем мање)